# 小川リエ
小川リエ（おがわ りえ）は、京都府京都市出身の演歌歌手。
モアプロモーション所属。

## 経歴
大好きなチャンバラトリオに弟子入りし、礼儀作法などを勉強する。
演歌の師匠は『花街の母』などを作曲した三山敏。

## エピソード
大阪・通天閣歌謡劇場に出演中にお客さんから「チャンバラトリオの弟子やったら、ハリセン持って歌って」という言葉がきっかけで、ハリセンを持って歌うことになった。
このハリセンで「叩いてほしい」と言われたお客さんを叩くと、「ありがとう」と喜ばれ、歌いながらハリセンでタッチをするハリセン演歌が生まれた。
小川リエのハリセンは「招福のハリセン」と呼ばれている。

## ディスコグラフィー

### シングル
- 愛の鞭です はり扇は （徳間ジャパン） - 1998年4月22日発売

愛の鞭です はり扇は
てまり・・・夢おんな
- あっぱれ阪神タイガース （コロムビアミュージックエンタテインメント） - 2000年4月21日発売

あっぱれ阪神タイガース
浪花のおんな
- それからの桃太郎 （2008年10月 ネットリリース）　※USENタイアップ曲
- 朝食GENKI （ U'S MUSIC ） - 2010年7月21日発売

朝食GENKI
それからの桃太郎
- 浪花の一番星 （夢レコード） - 2015年6月24日発売

浪花の一番星
おんな・・・なみだ雨

## 出演

### テレビ
- ニュースパーク関西（NHK大阪）
- フェルマーの定理（NHK大阪）　3回連続出演
- おはようクジラ（毎日放送）
- すてきな出逢い いい朝8時（毎日放送）
- 水野真紀の魔法のレストラン（毎日放送）
- はーい!昼ナマ（毎日放送）
- おかえりワイド（毎日放送）
- 西日本8局SP人情をめぐる8の冒険（毎日放送）
- ナイトinナイト火曜日おっちゃんVSギャル（朝日放送）
- 一番星JAPAN（朝日放送）
- VIぴ～（朝日放送）
- 渡る世間は金ばかり（テレビ朝日）
- 土曜ぴーぷる（関西テレビ）
- アタック ザ・ヒューマン（関西テレビ）
- Wスポット（関西テレビ）
- 快傑えみちゃんねる（関西テレビ
- 8×8まつり（関西テレビ）
- 板東・八方ヨジキンTV（関西テレビ）
- 2時ドキッ!（関西テレビ）
- めざましテレビ（フジテレビ）
- ズームインサタデー（日本テレビ）
- ルックルックこんにちは（日本テレビ）　月曜日、火曜日、水曜日
- ニューススクランブル（よみうりテレビ）
- 出没!アド街ック天国（テレビ東京）
- 三都夏物語（テレビ東京）
- よゐこ改造計画（テレビ東京）
- 近畿歌謡フェスティバル（テレビ大阪）
- 演歌夢飾り（サンテレビ）
- 泣いた数だけ幸せに（サンテレビ）
- ワイワイドキドキ歌合戦（サンテレビ）
- 明石海峡大橋完成記念洋上歌謡フェスティバル（サンテレビ）
- 演歌味めぐり（サンテレビ）
- 神田百合子の宴（KBS京都）
- 京カラOK（KBS京都）
- 演歌ジャックス（奈良テレビ）(Ｊ:ＣＯＭ)レギュラー出演中
  - 他・・・多数出演

### ラジオ
- すみからすみまで角淳一です（MBSラジオ）
- おおきに桂坊枝です（MBSラジオ）
- ミッドナイトドライブ（MBSラジオ）
- 山崎ひろしの満員御礼（KBSラジオ）
- 森脇健児のサタデーミーティング（KBSラジオ）
- ハルナとナツコの昔少年もと少女（AM KOBE）
- 新ちゃんのおまかせラジオ（AM KOBE）
- 仁木あつこ・生みえラジオ（FBC福井放送ラジオ）
- サタデー演歌ジョッキー（FM845）
- 演歌めぐりあい（FM845）
- 宮崎武と小川リエの演歌道（ラジオ関西）
  - 他・・・多数出演

### 雑誌・新聞
- 月刊誌　ViVi
- 週刊大衆（グラビア）
- アサヒ芸能（グラビア）
- ベネッセ
- 週刊宝石（グラビア）
- スポーツ紙　サンスポ
  - 他・・・多数掲載